# エグザム
『エグザム』（Exam）は、2009年のイギリス映画。
2009年6月のエディンバラ国際映画祭で初公開された。

## ストーリー
「採用者は生涯毎年1億円の報酬を約束する」という条件を提示したある企業の就職試験の最終選考に8人の男女が残った。試験会場には窓も無く、拳銃を持った警備員が出入り口に立っているだけだった。やがて試験監督の男が説明を始める。
『与えられる質問は一つ、回答も一つ。ただし、以下3つのルールを守ること。
1. 試験監督及び警備員に話しかけてはならない。
2. 故意であれ事故であれ、自身の試験用紙を損なってはならない。
3. 理由を問わず、試験会場からの退出を選択してはならない。

以上を破った者は、その場で失格。』
質問の有無を問いかけた後に試験監督が退出し、制限時間80分を刻むタイマーのカウントが始まる。受験者たちは早速とりかかろうと試験用紙をめくるのだが、それはまっさらな白紙だった。やがて受験者たちは「質問」を発見するため協力を結ぶが、お互いライバルでもある彼らは内心警戒し合い、時には相手を出し抜こうとする。
果たして「質問」とは何なのか、それに回答して試験を合格するのは誰なのか？

## キャスト
- ルーク・マブリー
- ジェンマ・チャン
- ジミ・ミストリー
- ジョン・ロイド・フィリンガム
- チュク・イウジ
- ナタリー・コックス
- ポリアナ・マッキントッシュ
- アダル・ベック
- コリン・サーモン

## 表彰
スチュアート・ヘイゼルダインは第63回英国アカデミー賞で新人賞にノミネートされた。